# ریچل جکسون
 ریچل جکسون (انگلیسی: Rachel Jackson؛ ۱۵ ژوئن ۱۷۶۷ – ۲۲ دسامبر ۱۸۲۸ (۶۱ سال)) همسر اندرو جکسون هفتمین رئیس‌جمهور ایالات متحده آمریکا بود.